# Curriea testacea
Curriea testacea är en stekelart som beskrevs av Cameron 1909. Curriea testacea ingår i släktet Curriea och familjen bracksteklar. Inga underarter finns listade i Catalogue of Life.